# No Exit (filme de 1930)
No Exit é um filme de comédia romântica britânico de 1930 dirigido por Charles Saunders e estrelado por John Stuart, Muriel Angelus e James Fenton. É construído em torno de um caso de identidade equivocada. O filme foi uma rapidinha de cotas feita pela subsidiária britânica da Warner Brothers no Welwyn Studios.

## Elenco
- John Stuart como Bill Alden
- Muriel Angelus como Ann Ansell
- James Fenton como Sr. Ansell
- Janet Alexander como Sra. Ansell
- John Rowal como Harry Matthews